# Стефаненко, Наталья Дмитриевна
Ната́лья Дмитри́евна Стефане́нко (род. 18 апреля 1969, Свердловск-45) — российская и итальянская модель, актриса и ведущая программ «Снимите это немедленно!» и «Съешьте это немедленно!» на телеканале СТС, а также ведущая итальянского ток-шоу Italia's Next Top Model. С сентября 2012 по декабрь 2013 года, одна из ведущих программы «Битва хоров» на телеканале Россия-1.

## Биография
Наталья Дмитриевна Стефаненко родилась 18 апреля 1969 года в закрытом городе Свердловске-45 (ныне — город Лесной) Свердловской области. Отец — инженер-ядерщик, мать — воспитательница в детском саду. Во время учёбы в школе Наташа усердно занималась плаванием и даже подавала олимпийские надежды. После школы училась в Московском институте стали и сплавов по специальности инженер-металлург.
Случайным образом Наталья победила в конкурсе красоты «Look of the Year», организованный директором Нью-Йоркского агентства «Элит» Джона Касабланкаса. Ей предлагали переехать в США, но она отказалась, так как ей нужно было защитить диплом. Когда она окончила институт (на тот момент ей было 22 года), в стране был кризис, и она решила стать моделью. В интервью от 2009 она новорила:
Помню, я тогда защищала диплом, и это было ужасное время — я всё время носилась с чертежами из дома в институт и обратно, и пошла посмотреть конкурс, чтобы расслабиться, отдохнуть. На конкурсе не надо было делать ничего особенного, просто выйти, показать себя и всё. Человек, который тогда был со мной, сказал: „Ты тоже пройдись для смеха“. Я встала и смеха ради прошлась и даже сказала два слова на ломаном английском Джону Касабланкасу. Он меня и выбрал. Сказал, чтобы я приезжала к нему в США, и он мне третье место на международном конкурсе гарантирует. Всё-таки Россия тогда, до 1991 года, была в моде из-за перестройки, гласности и так далее. Я понимала, что все это, конечно, нелепо, поэтому сразу сказала, что работать моделью мне неинтересно, в Нью-Йорк в его агентство я не поеду и вообще — мне нужно защищать диплом, я — инженер-металлург».

Некоторое время спустя после переезда, находясь в рыбном ресторане, Наталья встретила итальянского режиссёра, который предложил ей работу на итальянском телевидении. Сначала она не поверила ему. Однако, он позвонил в её агентство, и, несмотря на незнание языка, она начала работу на телевидении.
Была соведущей программы «Снимите это немедленно!» на телеканале СТС вместе с Ташей Строгой до 2014 года.

### Личная жизнь
В 1993 году встретила Луку Саббиони, который тоже был моделью, но получал юридическое образование. Поженились они 23 декабря 1995 года, в 2000-м родилась дочь Александра.

## Фильмография

### Полнометражные фильмы
| Название                            | Год  |
| ----------------------------------- | ---- |
| Большая слива                       | 1999 |
| Gioco di specchi (ТВ)               | 2000 |
| Не возражаешь, если я поцелую маму? | 2003 |
| Во имя Марии                        | 2010 |
| Бывшие: Лучшие друзья!              | 2011 |
| Танцуй со мной!                     | 2015 |

### Телепередачи
| Название             | Год         |
| -------------------- | ----------- |
| Quelli che il calcio | 2001 — 2010 |